# Кубок Латвийской ССР по футболу 1971
Кубок Латвийской ССР по футболу 1971 — розыгрыш Кубка Латвийской ССР.

## 1/8 финала
| Хозяева         | Счёт | Гости         |
| --------------- | ---- | ------------- |
| ВЭФ (Рига)      | 4:1  | РКИИГА (Рига) |
| Электрон (Рига) | 1:0  | Вангажи       |

## 1/4 финала
| Хозяева              | Счёт | Гости                 |
| -------------------- | ---- | --------------------- |
| ВЭФ (Рига)           | 3:1  | Автомобилист (Елгава) |
| Даугава (Даугавпилс) | ?:?  | ?                     |
| Электрон (Рига)      | 1:0  | Аусма (Резекне)       |
| Старт (Броцены)      | ?:?  | ?                     |

## 1/2 финала
| Хозяева         | Счёт | Гости                |
| --------------- | ---- | -------------------- |
| ВЭФ (Рига)      | 4:1  | Даугава (Даугавпилс) |
| Электрон (Рига) | 1:0  | Старт (Броцены)      |

## Финал
| Дата | Хозяева    | Счёт      | Гости           |
| ---- | ---------- | --------- | --------------- |
|      | ВЭФ (Рига) | 1:0 (1:0) | Электрон (Рига) |